# Hermandad de las Penas (Ciudad Real)
La Penitencial Hermandad y Cofradía de Nazarenos de Nuestro Señor Jesús de las Penas, conocida popularmente como "Las Penas", procesiona la tarde noche del Martes Santo desde el Monasterio de Santa Isabel y San Antonio Abad de las Reverendas Madres Carmelitas Descalzas de Ciudad Real

## Historia

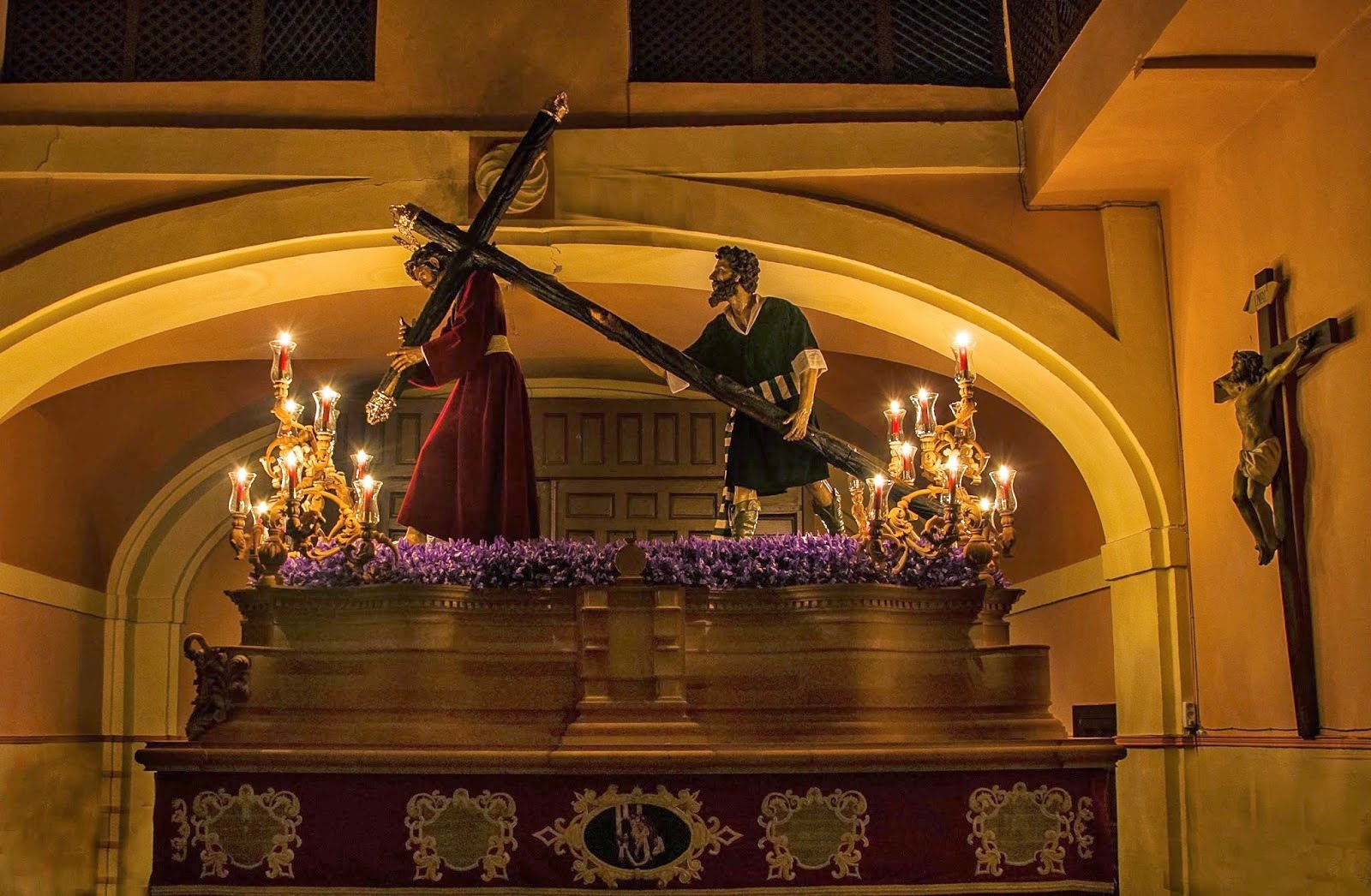
Jesús de las Penas de Ciudad Real en el interior del Convento del Carmen

Se ideó esta hermandad penitencial en 1991 en Valladolid, durante la celebración del III Encuentro Nacional de Cofradías de Semana Santa. De este modo y a la espera de recibir los primeros Estatutos del Obispado, los hermanos fundadores fueron decidiendo cómo debía ser el hábito procesional, el escudo, la manera de portar el Paso y que el Titular fuera un Jesús Nazareno que estaba a medio terminar por el escultor madrileño don Víctor González Gil. Dicha imagen se empezó a realizar en los años 40 para una Hermandad de Madrid, pero a sus dirigentes no gustó la obra y esta se quedó en el taller del citado escultor. La muerte le sobrevino a González Gil, dejándola inacabada, por lo que otro escultor, don Faustino Sanz Herranz la terminó. La imagen de Jesús de las Penas llegó a Ciudad Real en septiembre de 1992. De este modo el 23 de diciembre del citado año se celebró la Asamblea Constituyente, constituyéndose como Hermandad Penitencial de la Humillación de Nuestro Padre Jesús de las Penas, a expensas de la aprobación del Obispado, pues aún no se tenía Sede Canónica. Don Eugenio Sánchez Vega, párroco de la Parroquia de Santo Tomás de Villanueva acogió allí a la Hermandad y de este modo pudo recibir los Estatutos el 12 de febrero de 1993.  

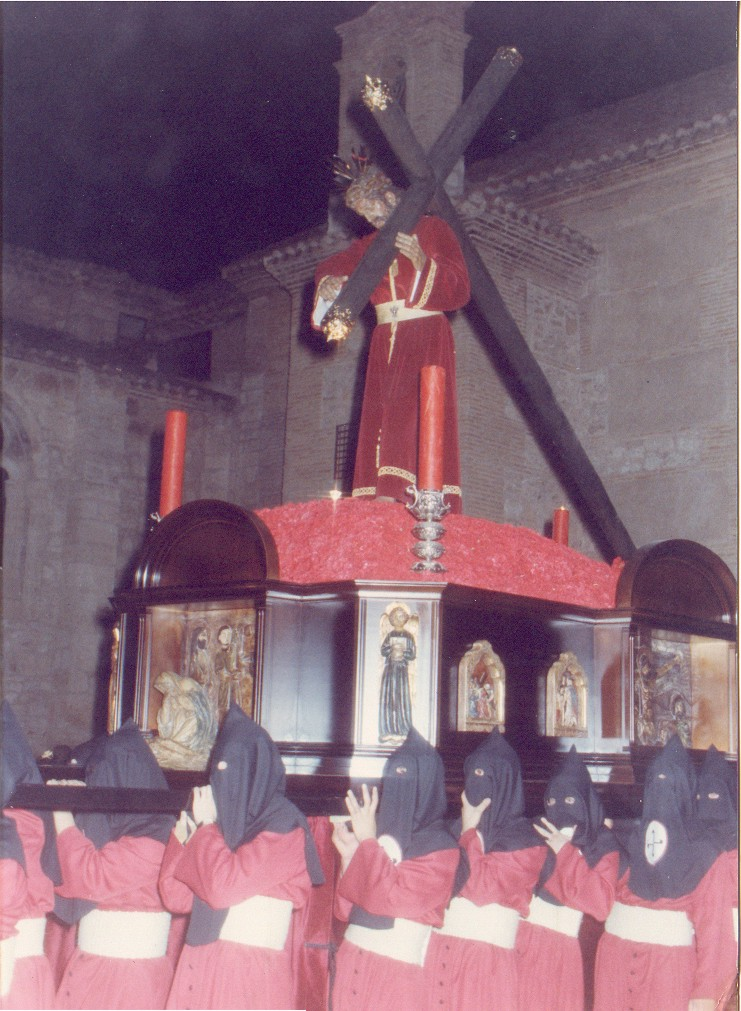
Primera procesión 1993

Como casi todo estaba preparado, el Miércoles Santo 7 de abril de 1993, a la 1:30 de la mañana, tuvo lugar la primera procesión de la Cofradía. Salió el Señor sobre el Paso donde actualmente procesiona. Está elaborado en madera barnizada en color roble con capillas de estilo art decó. Fue llevado sobre 56 portadores exteriores y hasta la reforma a costal era uno de los Pasos más pesados de la Semana Santa de Ciudad Real.
Se pensó en crear una Hermandad al más puro estilo castellano, pero las disensiones entre los que fundaron la Hermandad, dieron lugar una Hermandad de silencio, pero sin anclar las bases en un estilo determinado. Este estilo de Cofradía de negro se ha ido definiendo en los últimos años y a pesar de lo que se pensó en su origen, actualmente podemos ver una Cofradía similar a otras de silencio y de negro andaluzas. Por tanto y sin temor a equivocarnos, es una Hermandad que ha evolucionado estéticamente siguiendo los patrones del sur, siendo esta una de las bases de su éxito.
Siguiendo con la historia de la Hermandad, los vaivenes que tuvo que afrontar esta joven corporación provocó la alternancia de hermanos mayores que salvo los dos últimos no terminaban su mandato. Así, en veinte años de historia ha tenido cinco Hermanos Mayores y multitud de miembros de junta. En 1998, al término de la Semana Santa, en la que podemos decir que la Hermandad tocó su cota más baja, se decidió sustituir los varales exteriores por trabajaderas interiores para portar el Paso a costal. Esto supuso, si bien no un incremento importante de costaleros, poder terminar la procesión decorosamente. En 2001, año en que menos cofrades participaron, se decidió cambiar la hora de salida, dejando de salir a las 01:30, para empezar la procesión a las 22:30. Este cambio tan importante supuso el aumento progresivo de nazarenos, doblando el número del 2001 (22 nazarenos) en 2006 (49 nazarenos), último año este que se salió del Guardapasos.
En el 2007, durante el primer año de la Junta de Gobierno actual, se consiguió abandonar el Guardapasos para que la Cofradía saliera de un templo, de un lugar digno. Así y tras el permiso de la Comunidad de Reverendas Madres Carmelitas Descalzas, se consiguió salir de su céntrico templo del Carmen. Esto ha supuesto a la Hermandad un punto de inflexión, pues la Cofradía ha doblado el número de participantes en este 2012, además de doblar el censo de hermanos. Es una de las Cofradías más numerosas de la Semana Santa de Ciudad Real en la actualidad.

Desde su fundación la Cofradía de las Penas se ha caracterizado por su seriedad, silencio y elegancia, siendo considerada paradigma por su manera de procesionar. Destaca en su cortejo la figura del muñidor, personaje que va abriendo la procesión al toque de campana. Es la única Hermandad que aún mantiene aquel servidor, típico de las cofradías del siglo XVII y XVIII, encargado de avisar a los fieles la llegada de la procesión o de los entierros de los cofrades. Va acompañado este muñidor por dos servidor ataviados de librea. El Paso del Señor de las Penas también lleva un acompañamiento de servidores de librea además de un trío de capilla formado por oboe, clarinete y fagot que interpreta piezas fúnebres y motetes. Así mismo, durante su discurrir, se meditan las Siete Palabras que el Señor dijo en la Cruz, delante de las parroquias y conventos por donde se transita. Es destacable, además de estas meditaciones, su paso por el Pasaje de la Merced, por el Convento de las Terreras, por la Parroquia de Santiago, sin olvidarnos de la salida y de la entrada de la Cofradía en el Carmen.
Otra de las curiosidades de esta Cofradía es que aparte de la procesión, realiza dos traslados con el Señor en Cuaresma, desde la Parroquia de Santo Tomás de Villanueva al Convento del Carmen para subirlo al Paso y preparar la procesión del Martes Santo y el II Domingo de Pascua, es de nuevo trasladado a su sede canónica.
Es una Hermandad viva. Durante todo el año mantiene abierta su Casa Hermandad los viernes. Desde que acaba la Semana Santa la Hermandad de las Penas celebra diferentes actividades. Cruz de Mayo, en la Plazuela del Carmen; colaboración con insignias y hermanos en las procesiones de la Virgen del Carmen, el 16 de julio, y Santa Teresa, en octubre; se participa en la ofrenda de flores y frutos del campo en la Pandorga (julio); se monta el Belén de la Hermandad en el Convento del Carmen y Campaña de Navidad días previos a estas fechas. 
En Cuaresma, como cultos de la Hermandad, según sus Estatutos, se celebra una Solemne Función con Protestación Pública de Fe y Jura de Regla de los hermanos nuevos. También en Cuaresma y coincidiendo con alguna fecha importante se realiza un Pregón de Hermandad (con el del año que viene ya son cinco) y Ciclos de Conferencias de carácter cultural y divulgativo sobre temas históricos, artísticos y antropológicos de nuestra Semana Santa.
En su afán de crear y mantener un rico patrimonio artístico y bibliográfico, esta Cofradía cuenta con un archivo documental inventariado y digitalizado. Además cuenta con varias composiciones musicales escritas y dedicadas al Señor de las Penas:
- "Jesús de las Penas", obra para banda de cornetas y tambores del hermano Paco Cano.
- "Humillación en tus Penas", obra del hermano Javier Turrillo. Es interpretada por la Banda de cornetas y tambores Vera+Cruz de Almagro.
- "A mi Señor de las Penas", obra de José María Sánchez Martín, que interpreta la Agrupación Musical Santo Tomás de Villanueva de Ciudad Real.
- "Capilla a Jesús de las Penas", obra formada por tres composiciones de música de capilla, llamadas "Penas y Amor", dedicada a las hermanas carmelitas de Ciudad Real; "Plegaria a Jesús de las Penas", dedicada al Señor y "Descanse en Paz", dedicada a doña Virgina Rodríguez, la hermandad de más edad de la Cofradía, fallecida el año pasado. Esta magna obra está escrita por el músico sevillano, Miguel Ángel Font y fue estrenada el próximo 15 de febrero durante el Pregón del XX Aniversario.

## Imagen Titular

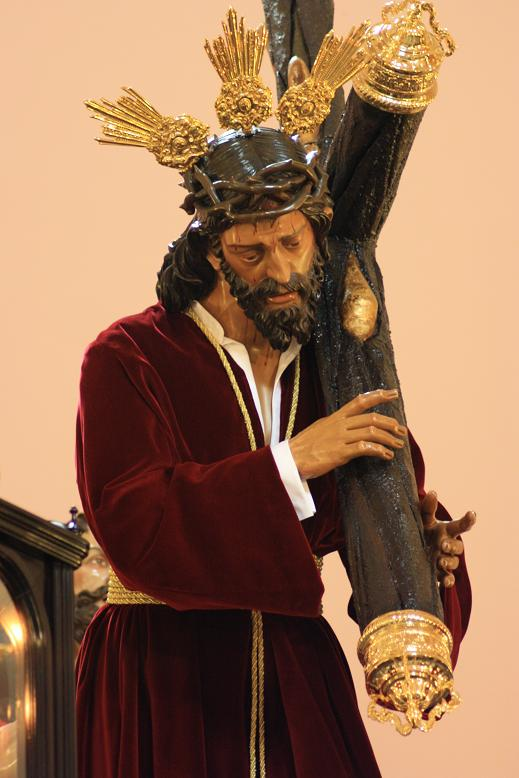
Imagen de Jesús de las Penas

La imagen del Señor de las Penas, representa a un Nazareno, obra del escultor talaverano Víctor González Gil, fallecido cuando procedía a su terminación por lo que fue terminada y policromada por el escultor Faustino Sanz Herranz. Así mismo, las manos originales de la talla fueron sustituidas por otras de mejor calidad del cordobés González Jurado. El Señor es ayudado a llevar la cruz por Simón Cirineo, obra del citado imaginero cordobés de 2006.
Está realizada en madera de pino y otras como ciprés y cedro. Mide 1,80 siendo una talla de vestir que se encuentra completamente tallado y anatomizado. Se caracteriza por su amplia y valiente zancada, pues representa el momento de llevar la cruz al Gólgota. La talla de la cabeza sigue los modelos del Barroco y más concretamente los modelos de Juan de Mesa, como podemos observar el importante volumen craneal y la gran corona de espinas tallada en el mismo cráneo. Representa con una belleza serena el prototipo de hombre judío maduro, con una larga cabellera que se peina con raya en medio y una barba bífida muy prominente y poblada. Muestra una cara de pena y serenidad contenida que provoca una gran devoción entre los fieles de la Parroquia de Santo Tomás de Villanueva, del Barrio del Carmen y de toda la ciudad. 
Por último hay que destacar que la Cruz del Señor es obra del escultor ciudadrealeño Luis Fernando Ramírez Mata de 2011. Es una magnífica cruz, llena de matices simbólicos mediante el uso de los colores, donde destaca el verde como símbolo de la resurrección y lo que el Señor camino del Calvario dijo: "Lo seguía un gran gentío del pueblo, y de mujeres que se golpeaban el pecho y lanzaban lamentos por él. Jesús se volvió hacia ellas y les dijo: «Hijas de Jerusalén, no lloréis por mí, llorad por vosotras y por vuestros hijos, porque mirad que vienen días en los que dirán: “Bienaventuradas las estériles y los vientres que no han dado a luz y los pechos que no han criado”. Entonces empezarán a decirles a los montes: “Caed sobre nosotros”, y a las colinas: “Cubridnos”; porque, si esto hacen con el leño verde, ¿qué harán con el seco?"(Lc 23, 27-31. Así mismo destacan los tonos dorados con pan de oro, símbolo de Quien la lleva, que es Dios, por lo que a partir de ese momento se convierte en el símbolo de la Redención del Género Humano.
La Imagen ha sufrido varias restauraciones siendo la más importante la sufrida en 2010, realizada por el escultor imaginero de origen rumano Logigan Tudor. 
El Señor de las Penas es ayudado a llevar la cruz por Simón Cirineo, obra del citado imaginero cordobés de 2006. Es esta una talla de vestir, no estando tallada en su totalidad. Sigue los modelos del escultor cordobés, con unos ojos muy expresivos enmarcados en unos salientes pómulos. Viste generalmente túnica de color verde, en contraposición del rojo del Señor, pues la conjunción de ambos colores representan la muerte y en este caso la Muerte del Señor.

## Escudo de la Cofradía

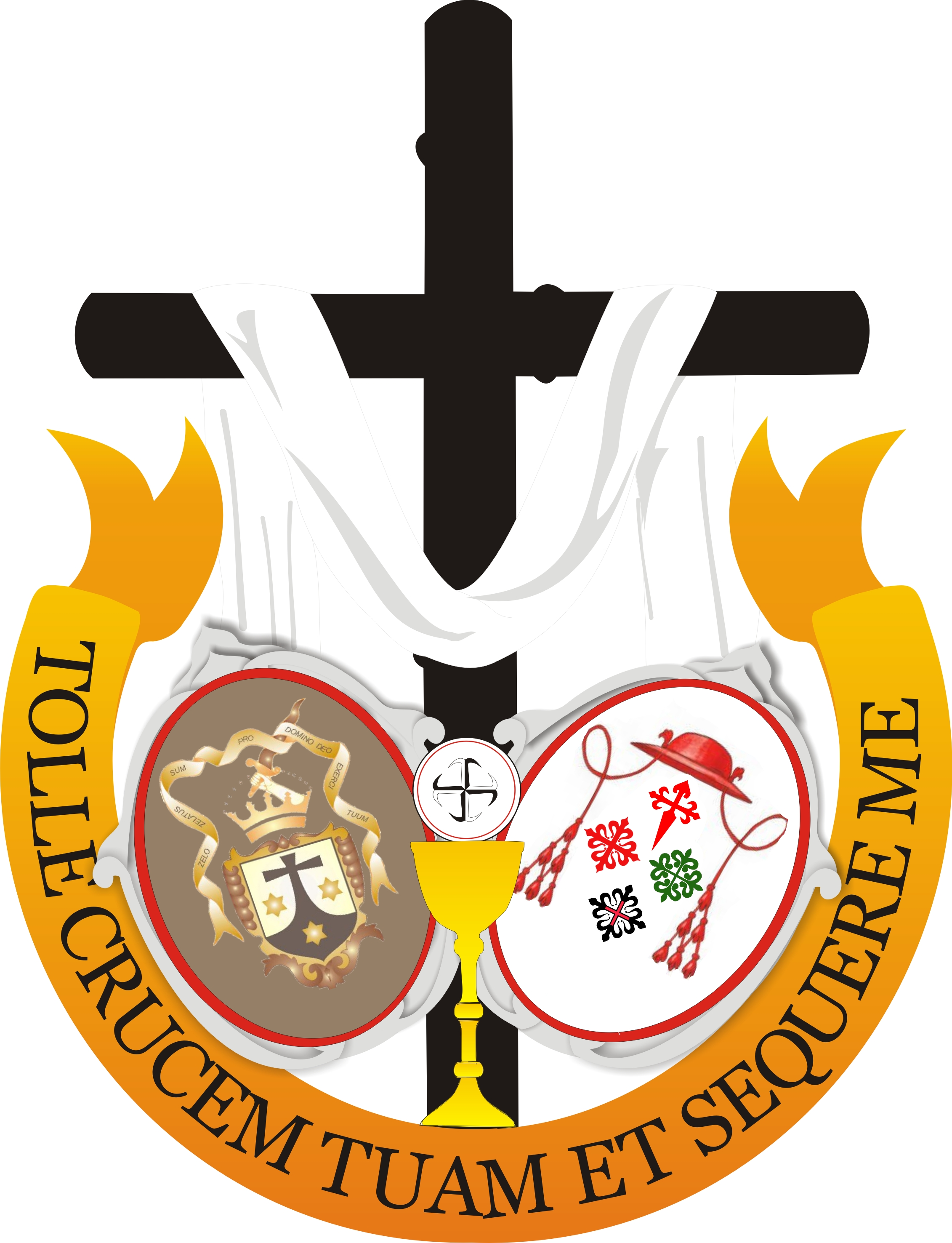
ESCUDO COFRADÍA PENAS CIUDAD REAL

En el artículo 8.3 de los Estatutos aparece la descripción del escudo corporativo. Dice así: "El escudo de la Cofradía estará representado por lo siguiente: dos óvalos remarcados por una orla, separados, y a la vez unidos, por la Santa Cruz (en color negro) y sudario. En el izquierdo aparece el escudo de la Orden Carmelita sobre fondo marrón, pues es desde el Convento del Carmen de Ciudad Real donde esta Cofradía inicia cada Martes Santo su procesión. En el óvalo de la derecha aparece el escudo del Obispado de Ciudad Real, en la que vemos las cuatro cruces de las Órdenes Militares españolas de Santiago, Calatrava, Alcántara y Montesa coronados por el capelo episcopal. Ambos óvalos estarán unidos por un Cáliz y una Sagrada Forma cargada con el anagrama de la cruz de los dominicos, antiguo escudo de la Cofradía. Esto representa el Cuerpo y la Sangre de Cristo, como símbolo de la Eucaristía. Todo el conjunto se enmarca con una cinta dorada, cargada por el lema de la Cofradía: “TOLLE CRUCEM TUAM ET SEQUERE ME” (Toma tu cruz y sígueme”)".
El escudo es una pieza heráldica que representa a la hermandad con los símbolos que en el aparecen. Así la cruz y el sudario representan que es una corporación penitencial; la situación del Cáliz y la Sagrada Forma (en el centro aparece el primer anagrama de la Hermandad, la Cruz de los Dominicos) en medio del conjunto representan que la Eucaristía es el centro de la vida de la Cofradía; el óvalo izquierdo nos muestra el Escudo de la Orden de Carmen Descalzo, representa que es el lugar desde donde se inicia y concluye cada año la procesión y en el óvalo derecho vemos el escudo del Obispado-Priorato de las Órdenes Militares españolas de Ciudad Real, así como su pertenencia a la Parroquia de Santo Tomás de Villanueva.

## Túnica de la Cofradía

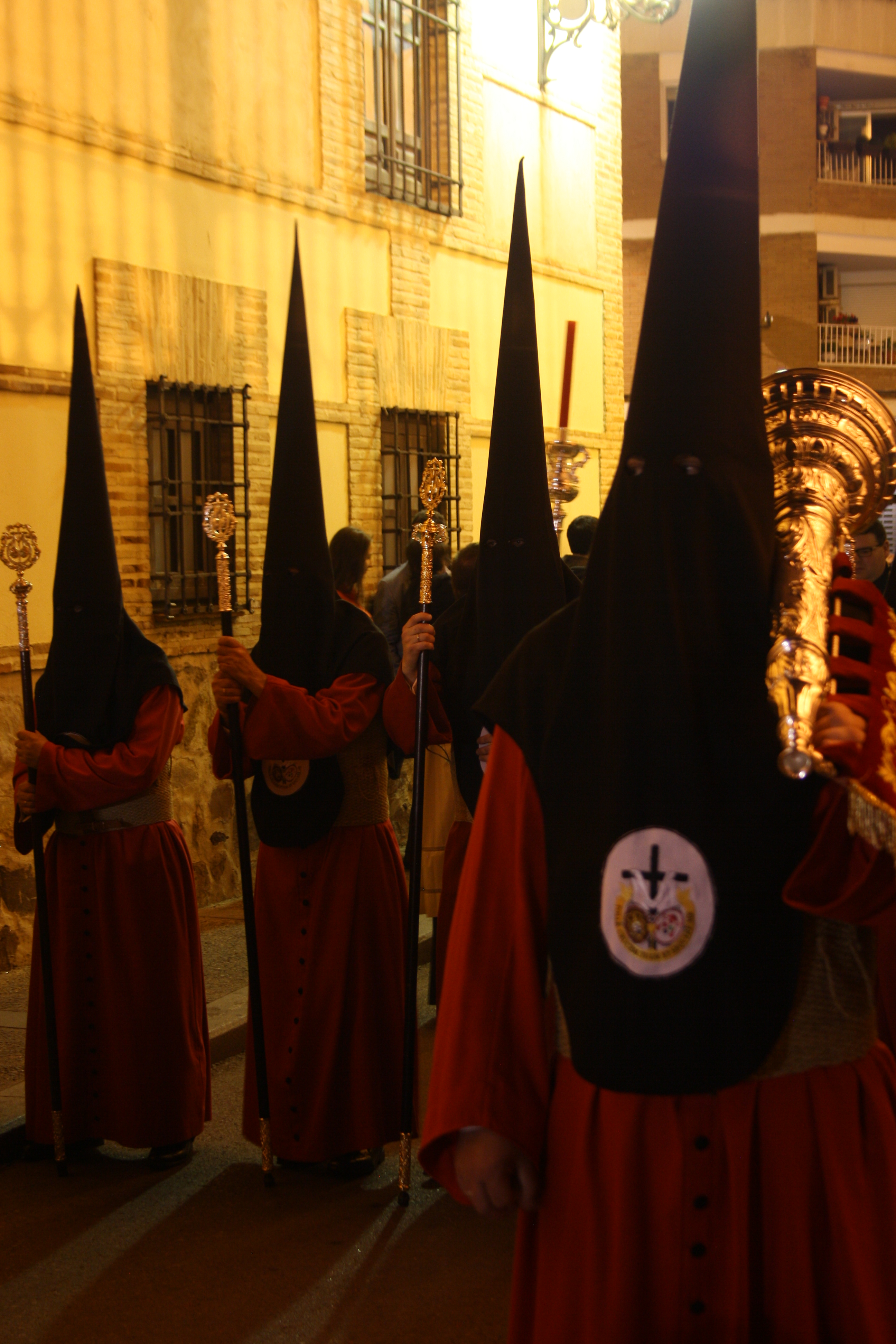
Túnica Hermandad de las Penas de Ciudad Real

Los cofrades visten túnica roja y botonadura negra, con alto capillo negro (el más alto de la Semana Santa de Ciudad Real), en cuyo babero va bordado el escudo de la Hermandad. Ciñen la cintura con un cinturón de esparto y calzan zapato negro con calcetín del mismo color. Llevan cirios de color rojo.

## Sede canónica
Parroquia de Santo Tomás de Villanueva
Fue el día 16 de junio de 1960 cuando el Obispo, D. Juan Hervás y Benet, erigió la parroquia de Santo Tomás de Villanueva (cuarta de la ciudad, después de las parroquias de Santiago, San Pedro y Sta. María del Prado). El día 1 de septiembre entró en funcionamiento la Parroquia de Santo Tomás de Villanueva con todos los deberes y derechos propios. Se creaba así una parroquia con un extensísimo territorio a su cargo:" Desde las Casas, se coge la carretera de Picón viniendo hacia Ciudad Real por la cuneta de la derecha; se sigue luego por la parte exterior de la Ronda de Alarcos hasta llegar al edificio de la Ferroviaria; se sigue luego por la fachada y después por la pared separativa de la estación de ferrocarril con el citado parque, continuando luego por la carretera de Puertollano 198 y desde aquí sigue hasta el kilómetro 239 de la carretera de Piedrabuena por su cuneta izquierda hasta llegar al término de Valverde".
Como la nueva parroquia no contaba con medios económicos, al principio, se utilizó como templo el del Convento de las Hermanas Adoratrices para todos los actos parroquiales y locales del antiguo Seminario (en la calle Alarcos) para actividades pastorales.
Al año siguiente, 1.961, se iniciaron las gestiones para la adquisición de unos terrenos donde se edificaría el nuevo complejo parroquial. El 8 de septiembre de 1962, se efectuó la escritura pública de una superficie de 4.810´75 metros cuadrados. En el año 1964 se inició el proyecto de construcción en el Instituto Nacional de la Vivienda a través de la obra sindical del Hogar y Arquitectura de Ciudad Real, mediante la cesión al Ministerio de 3.001´40 metros cuadrados del solar.
En 1969, se encargó el proyecto de obras del complejo parroquial, a D. Ildefonso Prieto García-Ochea y el día de la Anunciación del Señor de 1970 (25 de marzo) se puso la primera piedra del edificio, traída de Fuenllana, localidad natal de Santo Tomás de Villanueva.
El Templo fue construido al gusto y modo postconciliar: desnudez de los muros, escasez de imágenes, inexistencia de ningún obstáculo entre los fieles y el sacerdote... Refleja perfectamente lo establecido en el Concilio Vaticano II: que los templos deben servir para congregar a todos los cristianos en torno a la Eucaristía y mover los corazones a la oración y a la comunicación con Dios y no despistarse con la contemplación de la iglesia. 
De este modo, ya el exterior nos enseña esa carencia decorativa, La fachada principal es semicircular con dos torres a los pies y dos grandes puertas. El interior es una gran nave de salón de forma triangular cuyo vértice principal es el altar. Destaca por su luminosidad debido a la gran linterna que se eleva sobre el presbiterio que ilumina el Altar y las vidrieras de los muros laterales, obras del profesor José Antonio Castro. Es un edificio longitudinal, donde la importancia conceptual estriba en la visión única hacia el Altar Mayor, lugar de la celebración eucarística. En la pared de la cabecera se encuentra una interesante Imagen de Jesús Resucitado. En ambos lados del Altar Mayor encontramos las imágenes contemporáneas de la Virgen y de Santo Tomás de Villanueva.

## Procesión del Martes Santo

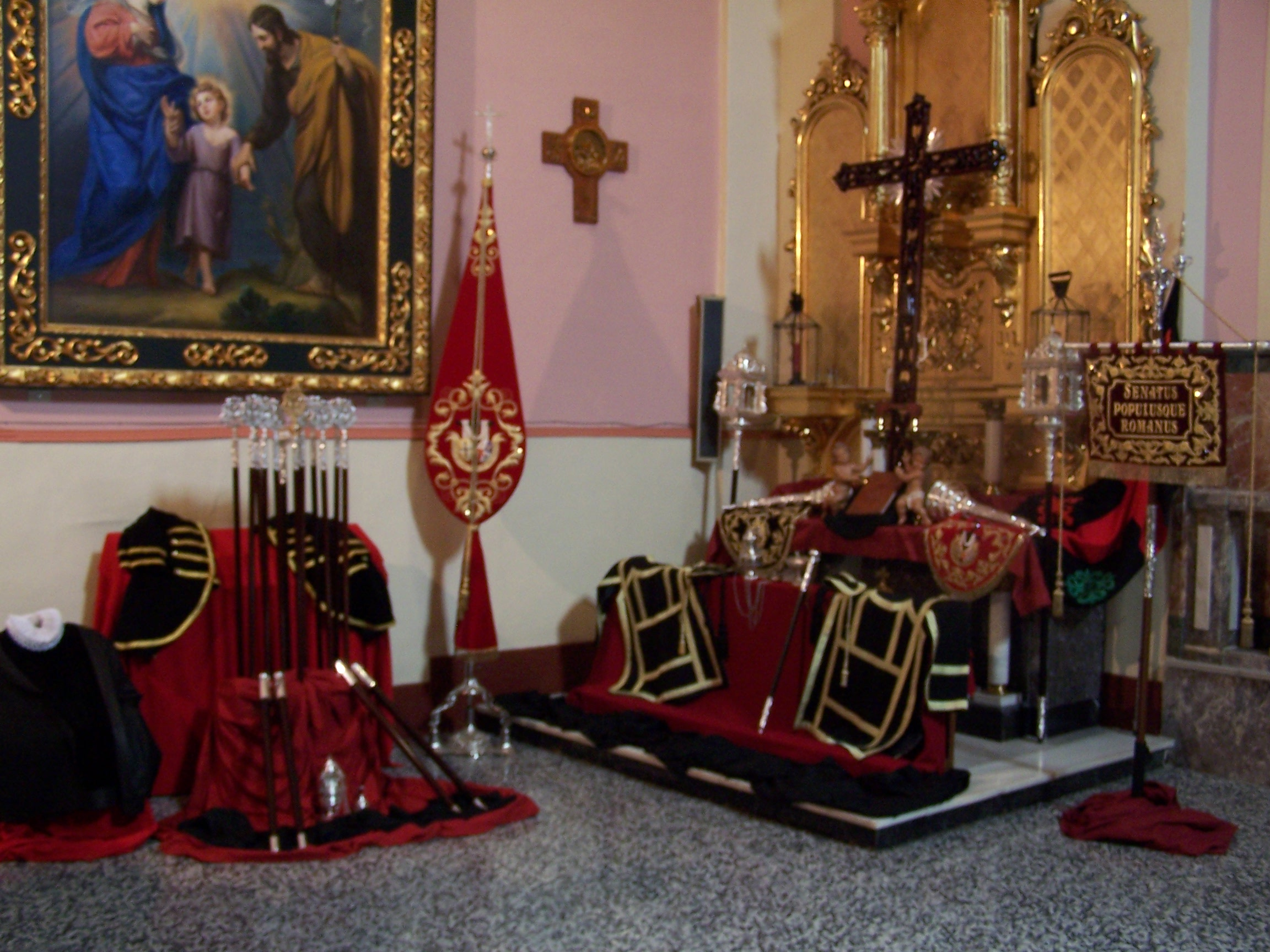
Altar de Insignias de la Cofradía de las Penas

Es una de las Cofradías con mayor número de nazarenos de la Semana Santa ciudadrealeña, procesionando en 2012, más de cien. Cuenta con un nutrido grupo de acólitos y una cuadrilla completa de costaleros. Destaca su procesión por su orden, silencio y elegancia. El Paso del Señor es acompañado por un trío de música de capilla formado por oboe, clarinete y fagot que imprime a su discurrir mayor recogimiento. Abre el cortejo el muñidor, servidor encargado de anunciar la llegada de la Cofradía con una campana, quien además es acompañado por dos servidores ataviados al estilo del siglo XVIII. 
Destaca esta Cofradía igualmente por su rica e interesante colección de insignias, entre las que destaca su Cruz de Guía, Senatus, Libro de Reglas, bandera de luto, bocinas y Estandarte Corporativo, así como las varas de orfebrería. Otra pieza bellísima y a destacar son los respiraderos del paso, que conjugan la pintura y el bordado. Así destacan cuatro tablas al óleo en el medio de cada respiradero, obra de Luis Fernando Ramírez Mata de 2010 y 2011, que representan pasajes de la Pasión, relacionados con las Cofradías de la Parroquia de Santa María, pues es en esta Parroquia, donde se encuentra el Convento del Carmen. Dichos pasajes son la Coronación de espinas, el Descendimiento, la Virgen de las Angustias y el Santo Entierro.

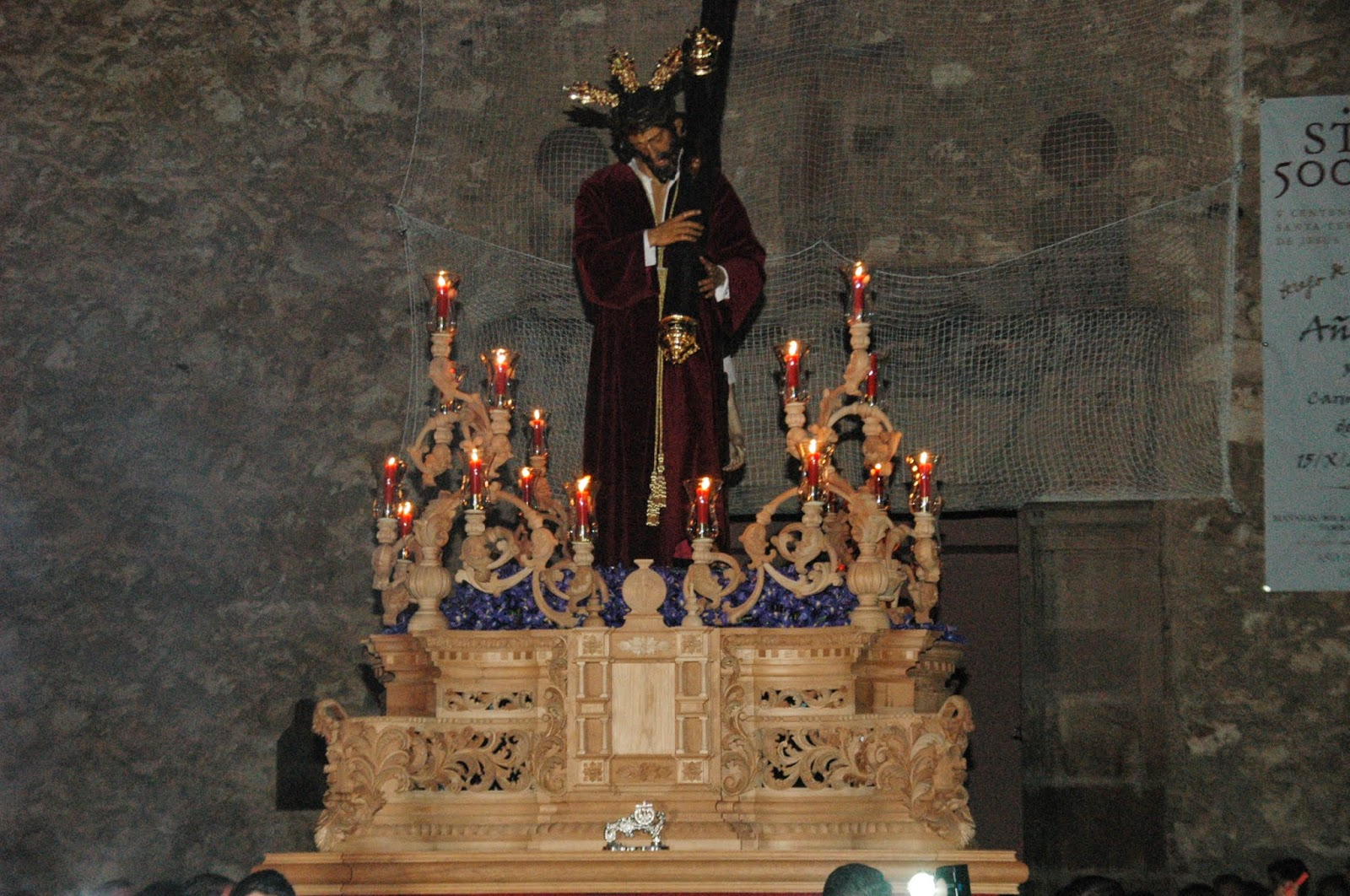
Salida de Jesús de las Penas 2015 Ciudad Real

Así mismo, hay que destacar la nueva canastilla del paso procesional, realizada en cedro, siguiendo una estética del barroco clásico español. Aún está en fase de carpintería y se está realizando en los talleres de don Alberto Fernández Romero de Villarrubia de los Ojos de Ciudad Real. http://artesaniafernandez.blogspot.com.es/
El recorrido de esta Cofradía es el siguiente: Salida Convento Del Carmen (21:00 horas), Azucena, Reyes, Paseo Del Prado (21:35 horas), Prado, Feria, María Cristina, Plaza Mayor (22:10 horas), Cuchilleria, Lanza, Conde de la Cañada, Libertad, Cruz (23:00), María Cristina, Toledo, Pasaje De La Merced (23:15 horas), Caballeros, Entrada Convento del Carmen (23:45 horas)